# Ebenezer O. Grosvenor
Ebenezer Oliver Grosvenor Jr. (* 26. Januar 1820 in Stillwater, Saratoga County, New York; † 10. März 1910 in Jonesville, Michigan) war ein US-amerikanischer Politiker. Zwischen 1865 und 1867 war er Vizegouverneur des Bundesstaates Michigan.

## Werdegang
Ebenezer Grosvenor besuchte die öffentlichen Schulen seiner Heimat. Im Jahr 1837 kam er nach Michigan, wo er zunächst bei verschiedenen Verwaltungen als Clerk angestellt war. Danach war er Händler in Jonesville. 1854 gründete er das Bankhaus Grosvenor & Co., dessen Präsident er wurde. Politisch gehörte er der Whig Party an. Nach deren Auflösung in den 1850er Jahren wurde er Mitglied der Republikaner. Zwischen 1859 und 1860 sowie nochmals von 1863 bis 1864 saß er im Senat von Michigan. Zwischenzeitlich war er Vorsitzender des Militärausschusses seines Staates.
1864 wurde Grosvenor an der Seite von Henry H. Crapo zum Vizegouverneur von Michigan gewählt. Dieses Amt bekleidete er zwischen 1865 und 1867. Dabei war er Stellvertreter des Gouverneurs und Vorsitzender des Staatssenats. Zwischen 1867 und 1870 war er als Treasurer Finanzminister seines Staates. Von 1871 bis 1879 gehörte er der Kommission für staatliche Gebäude an, deren Vorsitz er als State Building Commissioner zeitweise innehatte. Danach war er von 1879 bis 1888 Vorstandsmitglied der University of Michigan. Außerdem gehörte er dem Vorstand verschiedener anderer Unternehmen an. Im Juni 1896 nahm Grosvenor als Delegierter an der Republican National Convention in St. Louis teil, auf der William McKinley als Präsidentschaftskandidat nominiert wurde. 1903 wurde er Mitglied im Staatsvorstand seiner Partei. Er starb am 10. März 1910 in Jonesville im Alter von 90 Jahren. Mit seiner Frau Sally Ann Champlin hatte er vier Kinder.